# Rinkboll
Rinkboll är en hockeysport som har utvecklats ur rinkbandy, men där spelarna använder ishockeyklubbor och en blå boll.
Rinkboll utvecklades ur rinkbandy under 1970-talet, huvudsakligen i Finland, och blev så småningom en organiserad sport med egna finländska mästerskap och seriespel. International Rinkball Association stiftades i mitten av 1980-talet och i slutet av 1990-talet ingick Finland, Sverige, Ryssland, Kazakstan, Estland, Schweiz, Ungern och USA. Finlands rinkbollförbund bildades 1990 har cirka 1 000 lag, för herrar, damer och juniorer. Det första världsmästerskapet i sporten hölls i Omsk i Ryssland 1998.
I Finland publiceras rinkbollstidningen Liiga Extra och ligaspel och finländska mästerskap hålls årligen (2016).